# グアンチャーレ
グアンチャーレ (guanciale) とは豚の頬肉、いわゆる豚トロを塩漬けにして2、3週間熟成させたもの。表面に胡椒などのスパイスやハーブを刷り込んであるものが多い。Il guanciale はイタリア語で枕の意味もある。
豚のばら肉を使うパンチェッタよりも脂身が多く、イタリアではローマ料理として有名なカルボナーラ (spaghetti alla carbonara) やアマトリチャーナ (pasta all'amatriciana) 、グリーチャは、日本でよく用いられている燻煙されたベーコンではなく、グアンチャーレを用いて作られる。

## レシピ例
| 料理名           | チーズ               | 香辛料   | 肉             | 卵 | 野菜   | 生クリーム |
| ---------------- | -------------------- | -------- | -------------- | -- | ------ | ---------- |
| カチョエペペ     | ペコリーノ・ロマーノ | コショウ |                |    |        | ×          |
| グリーチャ       | ペコリーノ・ロマーノ | コショウ | グアンチャーレ |    |        | ×          |
| カルボナーラ     | ペコリーノ・ロマーノ | コショウ | グアンチャーレ | 卵 |        | ×          |
| アマトリチャーナ | ペコリーノ・ロマーノ | コショウ | グアンチャーレ |    | トマト | ×          |